# Église Saint-Georges de Lussolle
L’église Saint-Georges de Lussolle est une église catholique située dans la commune de Losse, dans le département français des Landes. Elle fait partie du site inscrit de Lussolle et d’Estampon par arrêté du 22 avril 1983 et est inscrite au titre des monuments historiques en 2015.

## Présentation
L’église Saint-Georges est de style roman. Elle se situe à l’écart du bourg de la commune de Losse, dans le hameau de Lussolle qui doit son nom au ruisseau qui le traverse. Le hameau occupe une superficie de 50 ha environ, présentant des fermes anciennes avec leur four à pain, organisées autour de l’église.

### Historique
Des textes, dont les plus anciens remontent à 1270, évoquent la paroisse de Las Solas ou Lassola en Gavardano, preuve que l’église était déjà là pendant les troubles liés à la guerre de Cent Ans et servait de lieu de défense, comme en témoignent les meurtrières du mur d’enceinte.
Le 13 mars 1546, les enquêteurs du roi viennent vérifier les comptes de la paroisse. Ils visitent l’église à cette occasion et consignent dans leur rapport :
« Nous l’avons trouvée bien bâtie de murailles et pierre tout voultée. Le clocher est basti à neuf, bien garni de cloches et le cimetière bien fermé, tellement que nous n’y avons trouvé aucune réparation nécessaire à faire. Vray est que lesd. Ouvriers font présentement lever quelques créneaux entre la voulte et la couverte de lad. Eglise, lesquels sont parachevés d’un costé et de l’aultre. Reste à y faire la vis pour monter aux cloches : et auxd. Créneaux, est faicte à degrés de pierre, et est toute faicte à neuf et parachevée, réservé sept ou huit degrés qui y défaillent, qu’est peu de chose ».
Cette église, comme beaucoup d’autres dans la région, a subi d’importants dégâts pendant les guerres de Religion, ayant nécessité de grands travaux de réparation accompagnés de quelques modifications. Une inscription gravée sur la clef de voûte témoigne de ces réparations : 1642 par Sanso Sousois.

### Architecture
Intérieur
Le porche, de construction récente, donne accès au portail d’entrée, dont l’arc ogival repose sur deux colonnettes (XIVe siècle).
La nouvelle voûte de la nef, dont les nervures prismatiques retombent sur les culots ornés de têtes humaines assez frustes, est partagée en deux travées ; un arc brisé reposant sur deux impostes moulurées la sépare de celle du sanctuaire.
À l’angle nord-ouest de la nef, c’est par une porte rectangulaire moulurée que l’on accède à l’escalier à vis.
Près des fonts baptismaux en pierre de forme octogonale, une toile assez médiocre de la fin du XVIIIe siècle représente le Baptême du Christ. Sur l'autel, une autre toile évoque saint Georges, patron secondaire de l’église à qui est dédiée l’une des trois fontaines de Moncaut. Enfin, sur les vitraux encore entiers, sont représentés saint Antoine et saint Pierre.
Extérieur
Du XIIIe siècle, ne subsiste que le chevet à cinq pans fait de moyen appareil et renforcé au XVIIe siècle par les contreforts et des éléments d’une nef un peu plus large.
Sur la façade occidentale du clocher-mur, deux contreforts rectangulaires le renforcent jusqu'à la partie triangulaire, ou « penne » ; ils sont réunis au sommet par un arc roman, « en anse de panier », qui supporte le logement des cloches, couvert par un toit très en pente en tuiles « picons ». Au-dessus, la « penne » présente une étroite baie romane. À mi-hauteur, apparaissent les restes de corbeaux.
La façade orientale de ce même clocher-mur est flanqué d’un pittoresque escalier en bois permettant l’accès aux cloches. Il fait suite à la « vis à degrés de pierre » qui monte dans la tour élevée sur le flanc nord du clocher.
Dans le cimetière « bien fermé » se dresse, sur une pyramide de maçonnerie, une croix de pierre très fruste et mutilée.